# Han Jiayu
Han Jiayu (en chino: 韩佳予; 24 de diciembre de 2001) es una deportista china que compite en tiro, en la modalidad de rifle. Ganó dos medallas en el Campeonato Mundial de Tiro de 2023, oro en rifle 10 m y plata en rifle 3 posiciones 50 m.

## Palmarés internacional
| Campeonato Mundial | Campeonato Mundial | Campeonato Mundial | Campeonato Mundial      |
| Año                | Lugar              | Medalla            | Prueba                  |
| ------------------ | ------------------ | ------------------ | ----------------------- |
| 2023               | Bakú (Azerbaiyán)  | Medalla de oro     | Rifle 10 m              |
| 2023               | Bakú (Azerbaiyán)  | Medalla de plata   | Rifle 3 posiciones 50 m |